# Alicia Lloyd Still
Alicia Lloyd Still, född 1869, död 1944, var en brittisk sjuksköterska. 
Hon är känd för sitt arbete för utvecklingen av sjuksköterskeyrket i Storbritannien. Hon var en ledande gestalt i kampanjen för statlig yrkesregistrering av sjuksköterskor fram till Nurses Registration Act 1919, och var ledamot av General Nursing Council 1920–1937. 